# Selenocosmia hasselti
Selenocosmia hasselti là một loài nhện trong họ Theraphosidae.
Loài này thuộc chi Selenocosmia. Selenocosmia hasselti được Eugène Simon miêu tả năm 1891.